# Bobby Smith (Fußballspieler, 1951)
Bob Smith (* 29. März 1951) ist ein ehemaliger US-amerikanischer Fußballspieler, der als Verteidiger spielte.
Bobby Smith wuchs in Trenton, New Jersey auf und besuchte Steinert High School in Hamilton Township, Mercer County. Nach der High School besuchte er die Rider University in Lawrenceville von 1969 bis 1972, an der er auch Fußball spielte.
Smith spielte ab 1973 in der NASL (North American Soccer League). Er wechselte 1976 zu Cosmos New York. Dort spielte er zusammen mit Franz Beckenbauer und Pelé. 
Smith bestritt 18 Spiele für die US-amerikanische Nationalmannschaft.
Smith ist verheiratet und hat vier Kinder. Heute betreibt er eine Fußballschule in Trenton.